# Лукаши (Киевская область)
Лукаши́ (укр. Лукаші) — село, входит в Барышевскую поселковую общину Броварского района Киевской области Украины. До 2020 года входило в состав Барышевского района.
Население по переписи 2001 года составляло 1292 человека. Почтовый индекс — 07513. Телефонный код — 4576. Занимает площадь 4,22 км².

## Местный совет
07513, Киевская обл., Барышевский р-н, c. Лукаши, ул. Щорса, 1

## Достопримечательности
Михаил-Архангельская церковь (деревянная), время строительства 1892—1896 гг.